# Михалков, Владимир Александрович
Владимир Александрович Миха́лков (21 декабря 1886 [2 января] 1887 — 24 декабря 1932, Георгиевск, Северо-Кавказский край, РСФСР, СССР) — российский и советский птицевод, один из основоположников советского промышленного птицеводства, потомственный дворянин. Отец писателей Сергея и Михаила Михалковых.

## Биография
Сын Александра Владимировича Михалкова (1856—1915) и его первой жены Алисы Логгиновны Миллер (1861—1886), которая скончалась на четвёртый день после рождения Владимира. Его отец в конце жизни страдал душевной болезнью и находился под опекой своего сына и генерал-майора В. Ф. Джунковского.
Окончил юридический факультет Императорского Московского университета. В 1914 году Владимир был освобождён от призыва на фронт по роду своей деятельности.
До революции проживал в Москве в собственном доме по адресу Волхонка, 6.
Вместе с В. Ф. Джунковским занимался передачей коллекций деда в Академию наук и в дар городу Рыбинску.
В 1927 году вместе с семьёй покинул Москву и переехал на Северный Кавказ в Пятигорск, где служил в Окружном животноводческом кооперативном союзе. В конце 1920-х и в начале 1930-х годов написал ряд руководств по сельскому хозяйству.
Умер в Георгиевске от крупозного воспаления легких.

## Личная жизнь
Был женат на Ольге Михайловне Глебовой (1885—1943). Их сыновья: Сергей, Александр (1917–2001) и Михаил.

## Основные работы
- Что нужно знать крестьянину-птицеводу.
- Почему в Америке куры несутся хорошо?
- Разведение уток, гусей, индеек.